# 목조 교회

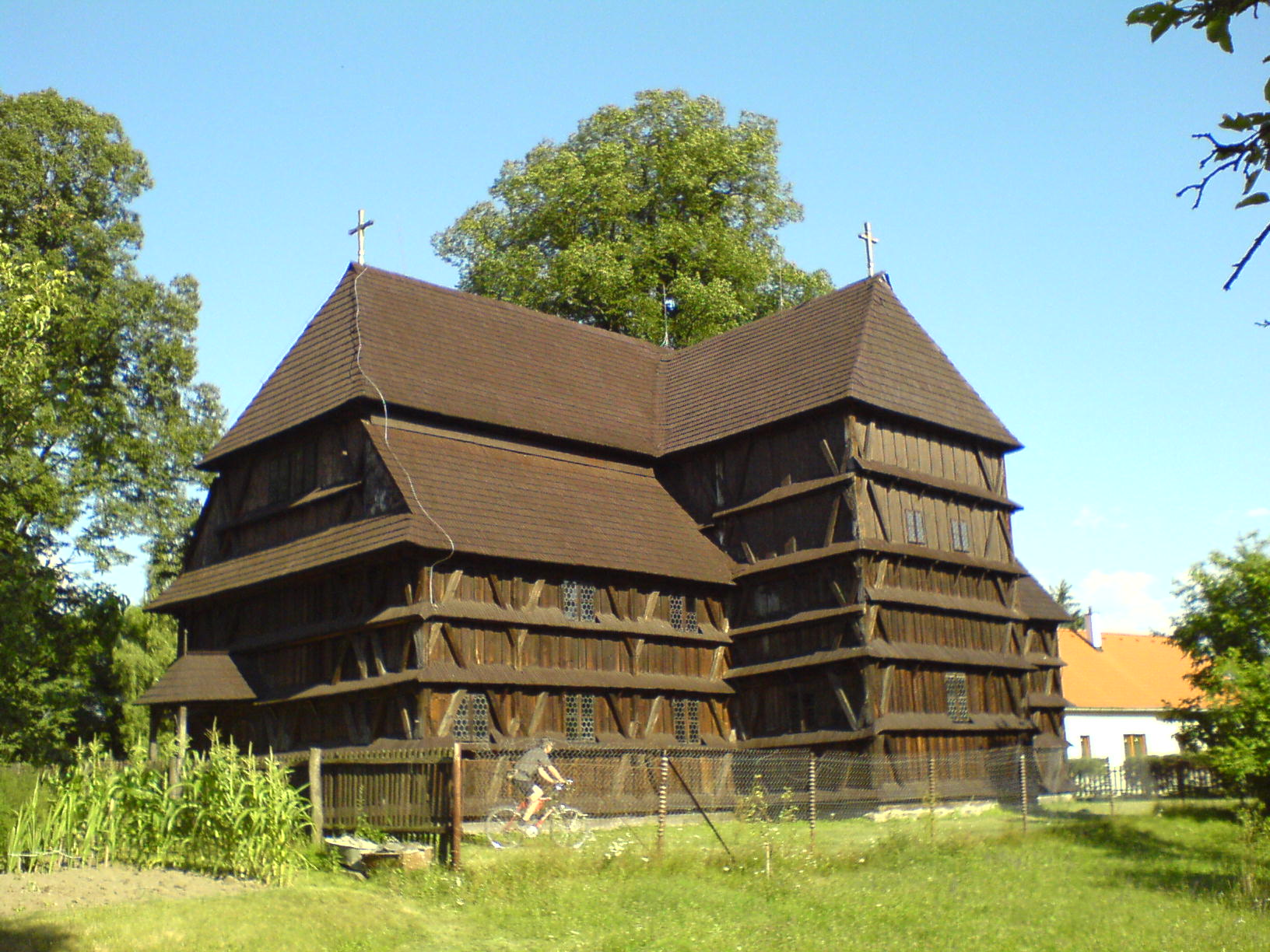
흐론세크에 있는 목조 교회

목조 교회(木造 敎會, 영어: Wooden church)는 북유럽 및 러시아, 동유럽 등지에 분포하는 교회당의 한 형태이며, 나무로 만들어진 것이 특징이다. 특히 삼림 자원이 풍부한 북유럽에서는 통널 교회(뉘노르스크: stavkyrkje, 영어: stave church)라고 하는 독특한 양식의 교회 건축이 발달하였으며, 슬로바키아에서는 규약 교회(슬로바키아어: Artikulárny kostol, 영어: Articular church)라는 교회 건축이 발달하였다.

## 같이 보기
- 통널 교회